# Potenza Sport Club 1971-1972
Questa voce raccoglie le informazioni riguardanti il Potenza Sport Club nelle competizioni ufficiali della stagione 1971-1972.

## Stagione
Nella stagione 1971-1972 si aggravano le condizioni finanziarie della società, le quali portano per due volte i giocatori a scioperare ed a non scendere in campo: ciò accadde all'ottava giornata di andata nell'incontro esterno con il Pescara ed alla undicesima giornata di ritorno nell'incontro esterno con la Turris. La squadra riesce comunque a mantenere la categoria conquistando il punto decisivo all'ultima giornata sul campo della Pro Vasto, al termine di un incontro conclusosi con il risultato di 0-0 e che il Potenza disputò negli gli ultimi 35 minuti in 10 uomini per l'infortunio occorso a Gianfranco Garbuglia.

## Rosa
| N. |                   | Ruolo | Calciatore         |
| -- | ----------------- | ----- | ------------------ |
|    | Italia (bandiera) |       | Albano             |
|    | Italia (bandiera) | A     | Vincenzo Aliandro  |
|    | Italia (bandiera) | D     | Giuliano Andreuzza |
|    | Italia (bandiera) |       | A. Barone          |
|    | Italia (bandiera) | A     | Michele Barone     |
|    | Italia (bandiera) |       | Boemio             |
|    | Italia (bandiera) | D     | Silvio Bongiovanni |
|    | Italia (bandiera) | C     | Antonio Capitella  |
|    | Italia (bandiera) | D     | Nunzio Cavazza     |
|    | Italia (bandiera) |       | Cillis             |
|    | Italia (bandiera) | C     | D'Agostino         |
|    | Italia (bandiera) | A     | Claudio Del Fabbro |
|    | Italia (bandiera) |       | De Nicola          |
|    | Italia (bandiera) | C     | Roberto De Paoli   |
|    | Italia (bandiera) | C     | Sebastiano Foresti |
|    | Italia (bandiera) |       | Fuscaldo           |
|    | Italia (bandiera) | A     | Enzo Gaddi         |

| N. |                   | Ruolo | Calciatore           |
| -- | ----------------- | ----- | -------------------- |
|    | Italia (bandiera) | P     | Arcangelo Galantucci |
|    | Italia (bandiera) | C     | Raffaele Gallo       |
|    | Italia (bandiera) | D     | Gianfranco Garbuglia |
|    | Italia (bandiera) | C     | Luigi Juvone         |
|    | Italia (bandiera) | D     | Vito Luongo          |
|    | Italia (bandiera) | C     | Massimo Lupi         |
|    | Italia (bandiera) |       | Mannarelli           |
|    | Italia (bandiera) |       | Marceddu             |
|    | Italia (bandiera) | C     | Massimo Menichelli   |
|    | Italia (bandiera) | D     | Bonaventura Molfese  |
|    | Italia (bandiera) | D     | Gerardo Passarella   |
|    | Italia (bandiera) | A     | Bruno Rinaldi        |
|    | Italia (bandiera) | C     | Alberto Signorile    |
|    | Italia (bandiera) | P     | Emmerich Tarabocchia |
|    | Italia (bandiera) | A     | Claudio Turella      |
|    | Italia (bandiera) | D     | Walter Urgesi        |